# Firewater (groupe)
Pour les articles homonymes, voir Firewater.
Firewater est un groupe américain de rock indépendant, originaire de New York.

## Histoire
Le groupe est formé en 1995 par le chanteur et bassiste Tod A. (Tod Ashley), après la séparation de son ancien groupe Cop Shoot Cop. Firewater expérimente différentes influences musicales, parmi lesquelles figurent principalement le folk, le jazz, le ska, le klezmer, le cabaret et la « musique tzigane ». La première composition du groupe se compose de Duane Denison (the Jesus Lizard), Yuval Gabay (Soul Coughing), Jennifer Charles (Elysian Fields) et Hahn Rowe (Foetus). Après quelque temps, il s'avère toutefois qu'il n'était pas possible de partir en tournée avec ce line-up. Tod A. recrute donc d'autres musiciens pour la première tournée du groupe. Au cours de l'histoire du groupe, Tod A. reste la seule constante de Firewater en tant que chanteur et compositeur (auteur-compositeur-interprète) et bassiste, tandis que les autres postes du groupe sont régulièrement occupés par de nouveaux musiciens.
Avec leur troisième album Psychopharmacology (dont le single Get Out of My Head), Firewater s'adresse pour la première fois à un public plus large en Amérique du Nord et en Europe, et depuis, ils sont également en tournée de temps en temps en Europe. 

## Discographie
- 1996 : Get off the Cross, We Need the Wood for the Fire
- 1998 : The Ponzi Scheme
- 2001 : Psychopharmacology
- 2003 : The Man on the Burning Tightrope
- 2004 : Songs We Should Have Written
- 2008 : The Golden Hour
- 2012 : International Orange! (US : septembre[2], EU : août)